# Rejon Glodeni
Rejon Glodeni – rejon administracyjny w zachodniej Mołdawii. Rejon Glodeni znajduje się w północno-zachodniej części Mołdawii, w odległości 168 km od stolicy Kiszyniowa. Zachodnia granica rejonu, na rzece Prut, jest jednocześnie granicą mołdawsko-rumuńską. Rejon Glodeni podzielony jest na 19 gmin, na które składa się 35 wsi osiedli. Jedną z takich wsi jest Styrcza, licząca około 250 mieszkańców, z  których duży odsetek stanowią osoby polskiego pochodzenia. Jest to jedno z największych skupisk Polonii w Mołdawii. W  Styrczy bardzo aktywną działalność prowadzi Dom Polski, a działający pod jego auspicjami zespół muzyczny „Styrczańskie Dzwoneczki”. Rejon Glodeni jest rejonem rolniczym, a największym bogactwem są czarnoziemy, zajmujące 70 procent gruntów rolnych i  około 55 procent ogólnej powierzchni powiatu. Łączna powierzchnia lasów powiatu wynosi 10 600 ha (14,08%). Są to lasy dębowe, wśród których położony jest rezerwat żubrów (6 sztuk, jedyne stado żubrów w Mołdawii). Są to żubry pochodzące z Polski i ofiarowane w 2005 roku przez prezydenta Aleksandra Kwaśniewskiego.
W 2015 roku Rejon Glodeni podpisał umowę partnerstwa z powiatem piotrkowskim.
W 2017 roku w ramach projektu „Routes to the Roots” (Droga do korzeni) opracowano nową trasę turystyczną „Śladami Polaków w Mołdawii”, która zaznajomi turystów z zabytkami związanymi z Polską, historią Polaków w Besarabii oraz z życiem współczesnym polskich wspólnot. Trasa przebiega częściowo przez Rejon Glodni.

## Demografia
Liczba ludności w poszczególnych latach:
| 1959  | 1970  | 1979  | 1989  | 2004  | 2014  |
| ----- | ----- | ----- | ----- | ----- | ----- |
| 53964 | 61674 | 65555 | 64677 | 60975 | 60400 |